# Tamoya haplonema
Tamoya haplonema (F. Müller, 1859), é uma espécie de cubomedusa da família Carybdeidae com distribuição na Guiné Equatorial, Congo, corrente de Benguela, África do Sul, Brasil (Amapá ao Rio Grande do Sul), Uruguai e Argentina. Há também registros de identificação incerta para Tamoyidae no Atlântico Norte (costa dos EUA e Caribe).

## Descrição
A espécie é caracterizada por uma umbrela cúbica, alongada, mais alta (até 22 cm) que larga (5,5 cm); um velário largo (~2 cm); com verrugas de nematocistos na exumbrela, nos pedálios e no velário; nichos ropaliares com fendas horizontais; manúbrio curto com quatro lábios; quatro pedálios inter-radiais simples com um tentáculo por pedálio e cirros gástricos (facelas) organizados em quatro grupos verticais no inter-rádio.